# Potamochoerus
A Potamochoerus az emlősök (Mammalia) osztályának párosujjú patások (Artiodactyla) rendjébe, ezen belül a disznófélék (Suidae) családjába és a Suinae alcsaládjába tartozó nem.

## Előfordulásuk
A Potamochoerus-fajok előfordulási területe kizárólag Afrikában van. A bojtosfülű disznó csak a nyugati esőerdőkben található meg, míg a folyami disznó a nyíltabb területeken, köztük a bozótos szavannákon is előfordul. Az utóbbi fajt betelepítették Madagaszkárra és más szigetekre is.

## Megjelenésük

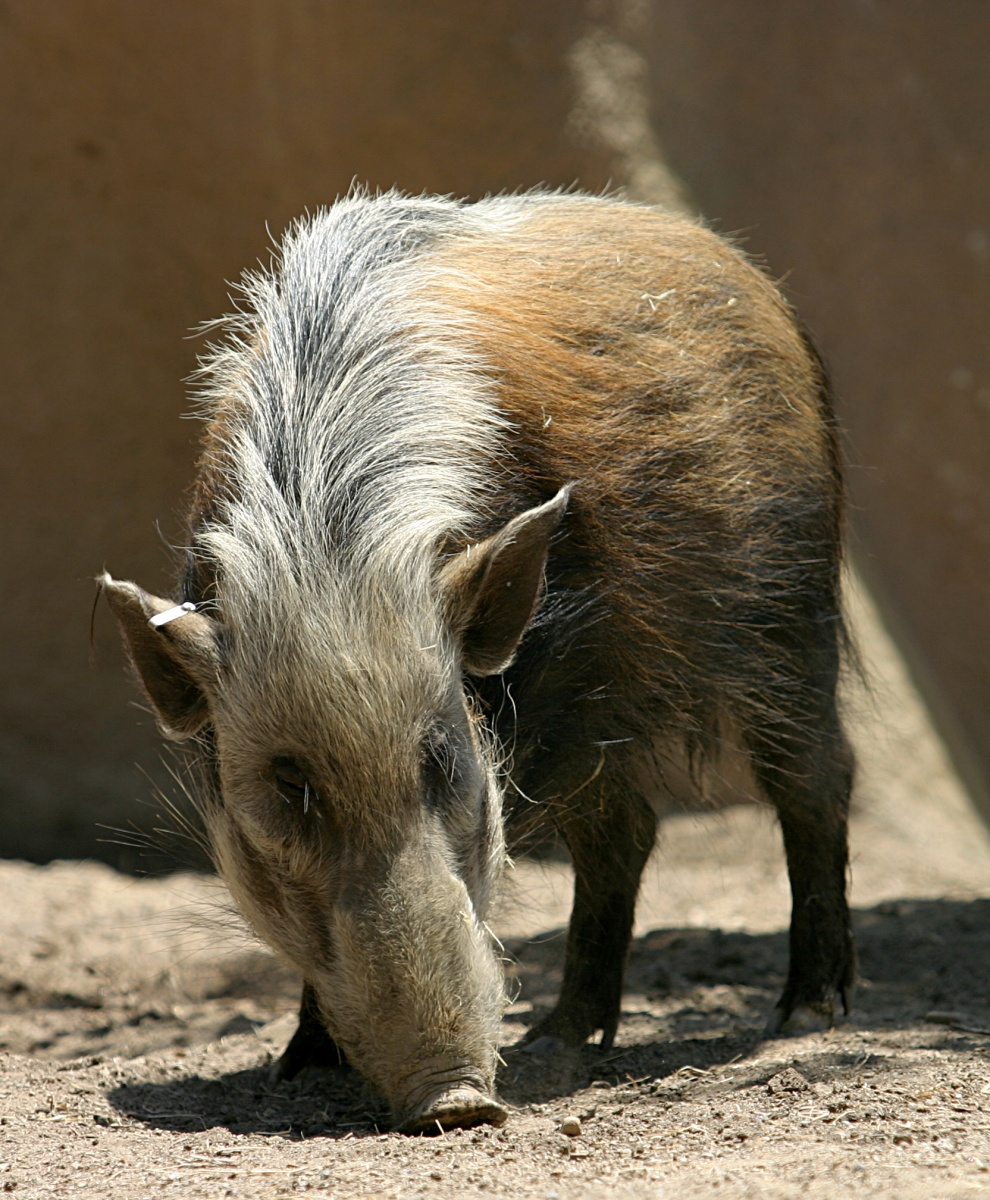
Folyami disznó (Potamochoerus larvatus)

A két faj közül a folyami disznó a nagyobbik, bár nem sokkal; ennek testhossza 100-150 centiméter, marmagassága 66-100 centiméter, farokhossza 30-40 centiméter és testtömege 55-150 kilogramm; míg a színesebb bojtosfülű testhossza 100-145 centiméter, marmagassága 55-80 centiméter, farokhossza 30-45 centiméter és testtömege 45-115 kilogramm. Mindkét fajnál a kanok nagyobbak a kocáknál. A bojtosfülű disznó talán az összes élő disznófaj közül a legszínesebb; testét rozsdavörös szőrzet borítja, a pofáján és a hátgerinc tájékán fehér mintázat látható; a hasi része is világosabb; a nagy füleiről hosszú sárgásfehér bojtok lógnak. A színes rokontól eltérően a folyami disznó kevésbé színes; a szőrzete főleg barnás vöröses árnyalattal; a fejétől a háta közepéig, hosszabb és világosabb szőrszálak láthatók. Ormányszerű pofáik megkeményedett, mozgatható csúcsban végződnek, ezekkel túrják a földet. Az agyaraik jól fejlettek, de jóval kisebbek, mint a varacskosdisznóké (Phacochoerus), vagy a rokon erdei disznóé (Hylochoerus meinertzhageni).

## Életmódjuk
Mindkét faj példányai magányosan élnek. Mindenevőként egyaránt táplálkoznak növényi és állati eredetű táplálékkal is. A dögöket sem vetik meg. Ezek az állatok, mint sok más disznófaj számos ragadozónak – köztük az embernek is – szolgálnak táplálékul.

## Szaporodásuk
Mivel igen közeli rokonságban állnak, a két faj szaporodási szokása nagyon hasonló; sőt azokon a helyeken ahol a két disznó elterjedési területe fedi egymást, hibrid példányok is létrejöhetnek. Az ivarérettséget 18 hónapos korban érik el. A párzási időszak főleg ősszel van; a folyami disznó nagyobb elterjedésének köszönhetően más évszakban is meglehet. A vemhesség 120-127 napig tart, ennek végén 1-4 malac születik. Az elválasztás körülbelül 3 hónap után következik be, de a malacok, a következő alomig az anyjukkal maradnak.

## Rendszerezésük
A nembe az alábbi 2 élő faj tartozik:
- folyami disznó (Potamochoerus larvatus) (F. Cuvier, 1822)
- bojtosfülű disznó (Potamochoerus porcus) (Linnaeus, 1758) – típusfaj

A Wikifajok szerint az alábbi 5 fosszilis faj is ebbe a nembe tartozik:
- †Potamochoerus afarensis
- †Potamochoerus magnus Arribas & Garrido, 2008
- †Potamochoerus nodosarius
- †Potamochoerus palaeindicus
- †Potamochoerus theobaldi